# Marino Mikaele-Tu'u
Pas d'image ? Cliquez ici

a Compétitions nationales et continentales officielles uniquement.

b Matchs officiels uniquement.
Dernière mise à jour le 21 octobre 2023.
Marino Mikaele-Tu'u, né le 11 juin 1997 à Miramar (Nouvelle-Zélande), est un joueur néo-zélandais de rugby à XV. Il évolue aux poste de troisième ligne centre ou de troisième ligne aile avec le club japonais du Mitsubishi Sagamihara Dynaboars depuis 2023.

## Biographie
Marino Mikaele-Tu'u est né à Miramar dans la banlieue de Wellington, d'une famille d'origine samoane,. Il déménage ensuite à Hastings, dans la région de Hawke's Bay et suit sa scolarité à la Hastings Boys' High School (en).
Il a un frère jumeau, nommé Antonio, qui est également joueur professionnel de rugby à XV, et évolue avec la province de North Harbour. Sa sœur cadette, Liana, joue également au rugby avec l'équipe féminine de la province d'Auckland,.

## Carrière

### Carrière en club
Lors de son passage à la Hastings Boys' High School, Marino Mikaele-Tu'u pratique le rugby à XV avec l'équipe de son établissement, où il se fait remarquer par son talent. À la même période, il représente les équipes jeunes de la province de Hawke's Bay, ainsi que de la franchise des Hurricanes,.
Après avoir terminé sa scolarité, il rejoint en 2016 le club amateur du Hastings Rugby and Sports Club dans le championnat de la région de Hawke's Bay.
En août 2016, il rejoint l'effectif senior de la province de Hawke's Bay, disputant le National Provincial Championship (NPC). Il joue deux rencontres lors de la saison. Il continue également de jouer avec l'équipe des moins de 19 ans de la province,. Il obtient davantage de temps de jeu la saison suivante, et s'impose à partir de la saison 2017 comme un titulaire régulier avec sa province. 
En novembre 2017, il est recruté par la franchise des Highlanders en remplacement de James Lentjes (en), afin de disputer la saison 2018 de Super Rugby. Il joue son premier match de Super Rugby le 9 mars 2018 contre les Stormers. Il joue cinq rencontres lors de cette première saison au plus haut niveau, dont une seule titularisation. À la suite de cette première saison, il signe son premier vrai contrat avec les Highlanders pour la saison 2019,. Lors de la Saison 2019 de Super Rugby, il ne joue que deux matchs, à cause de l'importante concurrence à son poste, avec notamment les All Blacks Shannon Frizell, Luke Whitelock ou Liam Squire,. 
Il doit attendre le Super Rugby 2020 pour profiter du départ de nombreux concurrents, et enfin s'installer au poste de troisième ligne centre avec les Highlanders,. Au terme de la saison, ainsi que celle du Super Rugby Aotearoa, il est même considéré comme l'un des meilleur troisième ligne du pays,,.
Après s'être révélé en Super Rugby, il est retenu avec les Moana Pasifika, une sélection représentant les îles du Pacifique, pour affronter les Māori All Blacks le 5 décembre 2020,.
Lors de la saison 2021 de Super Rugby, il ne dispute que cinq rencontres avant qu'une blessure à la jambe ne mette prématurément fin à sa saison. 

### Carrière en sélection
Marino Mikaele-Tu'u est sélectionné avec l'équipe des Barbarians scolaires néo-zélandais (sélection scolaire réserve) en 2014, à l'occasion de matchs contre leurs homologues australiens et fidjiens. L'année suivante, il est sélectionné avec la sélection scolaire néo-zélandaise (en),.
En 2016, il est sélectionné avec l'équipe de Nouvelle-Zélande des moins de 20 ans pour participer au championnat junior océanien. Il est ensuite retenu pour participer au championnat du monde junior 2016 en Angleterre. Son équipe termine à une décevante cinquième place de la compétition, et Mikaele-Tu'u joue cinq matchs. Il est à nouveau sélectionné l'année suivante pour disputer le championnat du monde junior 2017. Cette fois, son équipe remporte la compétition, après une large victoire en finale face à l'Angleterre.

## Palmarès

### En club
- Finaliste du Super Rugby Aotearoa en 2021 avec les Highlanders.
- Finaliste du NPC en 2023 avec Hawke's Bay.